# Kevin Connor
Pour les articles homonymes, voir Connor.
Kevin Connor est un réalisateur, producteur et scénariste britannique né le 24 septembre 1937 à Londres (Royaume-Uni).

## Filmographie

### Comme réalisateur

#### Cinéma
- 1973 : Frissons d'outre-tombe (From Beyond the Grave)
- 1975 : Le Sixième Continent (The Land That Time Forgot)
- 1976 : Trial by Combat (en)
- 1976 : Centre terre, septième continent (At the Earth's Core)
- 1977 : Le Continent oublié (The People That Time Forgot)
- 1978 : Les Sept Cités d'Atlantis (Warlords of Atlantis)
- 1979 : Le Trésor de la montagne sacrée (Arabian Adventure)
- 1980 : Nuits de cauchemars (Motel Hell)
- 1982 : La Maison des spectres (The House Where Evil Dwells)
- 1993 : Sunset Grill
- 1997 : Mother Teresa: In the Name of God's Poor

#### Télévision

##### Séries télévisées
- 1976 : Cosmos 1999 (2 épisodes)
- 1979 : Pour l'amour du risque (Hart to Hart)
- 1983 : Wizards and Warriors
- 1983 : Hôtel (Hotel)
- 1984 : L'Amour en héritage (Mistral's Daughter)
- 1984 : Call to Glory
- 1984 : Partners in Crime
- 1986 : Nord et Sud 2 (mini-série)
- 1988 : Les Douze Salopards (Dirty Dozen: The Series)
- 1989 : Great Expectations (mini-série)
- 1990 : Les Mystères de la jungle noire (mini-série)
- 1992 : Spies
- 1996 : The Lazarus Man (The Lazarus Man)
- 1999 : Le Septième papyrus (The Seventh Scroll) (feuilleton TV)
- 2004 : Frankenstein (mini-série)

##### Téléfilms
- 1981 : Goliath Awaits
- 1987 : The Lion of Africa
- 1987 : Le Retour de Sherlock Holmes (The Return of Sherlock Holmes)
- 1988 : What Price Victory
- 1989 : The Hollywood Detective
- 1991 : L'Amérique en otage
- 1993 : Age of Treason
- 1993 : Déclic fatal (Lethal Exposure)
- 1993 : Diana, princesse de Galles (en) (Diana: Her True Story)
- 1993 : Jack Reed: Badge of Honor
- 1994 : Shadow of Obsession
- 1995 : Hart to Hart: Secrets of the Hart
- 1995 : The Old Curiosity Shop
- 1995 : L'Histoire d'Elizabeth Taylor (en)
- 1996 : Les Cavaliers de la liberté (The Little Riders)
- 1997 : The Apocalypse Watch
- 1999 : Mary, Mother of Jesus
- 2000 : Au commencement... (In the Beginning)
- 2002 : Santa, Jr.
- 2004 : La Saveur du grand amour (Just Desserts)
- 2004 : Murder Without Conviction
- 2004 : Un fiancé pour Noël (A Boyfriend for Christmas)
- 2005 : McBride: Murder Past Midnight
- 2005 : McBride: The Chameleon Murder
- 2005 : McBride: It's Murder, Madam
- 2005 : Fielder's Choice
- 2006 : Le Trésor de Barbe-Noire
- 2010 : Un amour plus que parfait (The Wish List)
- 2010 : L'Arbre des Vœux (Farewell Mr. Kringle)
- 2011 : Mademoiselle Noël (Annie Claus is Coming to Town)
- 2012 : J'ai épousé une star (I Married Who?)
- 2012 : Romance irlandaise (Chasing Leprechauns)
- 2012 : La Saison des amours (Strawberry Summer)
- 2013 : La Maison des souvenirs (The Thanksgiving House)
- 2014 : L'Auberge des amoureux (Sweet Surrender)
- 2014 : Sous le charme de Noël (A Christmas Kiss II)

### Comme producteur
- 1989 : The Hollywood Detective (TV)
- 1999 : Le Septième papyrus (The Seventh Scroll) (feuilleton TV)

### Comme scénariste
- 1999 : Le Septième papyrus (The Seventh Scroll) (feuilleton TV)